# Raimundo Pérez Lezama
Raimundo Pérez Lezama (Barakaldo, 29 novembre 1922 – Bilbao, 24 luglio 2007) è stato un calciatore spagnolo di origini basche, di ruolo portiere.

## Carriera

### Club
Lezama è stato uno dei "Bambini di guerra", in quanto fu costretto ad emigrare prima della guerra civile spagnola, raggiungendo il porto di Southampton il 23 maggio 1937. Dopo aver giocato nella squadra della sua scuola, fu messo sotto contratto dalla squadra di quella città, esordendo in un match contro l'Arsenal. Al suo ritorno in Spagna nel 1940 firmò con l'Arenas Getxo, mentre nella stagione seguente entrò a far parte dell'Athletic Bilbao.
Debuttò in prima divisione spagnola il 27 settembre 1942 nella partita Athletic-Betis 5-0.
Nella stagione 1946-1947 ottiene il Trofeo Zamora, avendo subìto solo 29 gol in 23 partite.
Dal 1951 cominciò il lento declino, venendo spesso lasciato in panchina in favore del più giovane Carmelo Cedrún: tra il 1952 e il 1957 giocò soltanto 12 partite di campionato.
Nel 1957 passò all'Indautxu, dove si incontrò con i suoi ex compagni di squadra Zarra, Panizo e "Piru" Gainza.
La stagione successiva passò al Sestao Sport, per concludere la carriera due anni dopo all'Arenas Getxo.
Nel suo palmarès figurano due scudetti e sei Coppe del Re, oltre al trofeo Zamora.

### Nazionale
Giocò ua sola partita con la Nazionale di calcio della Spagna, il 26 gennaio 1947 nella partita contro il Portogallo.

## Palmarès

### Competizioni nazionali
- Campionato spagnolo: 2

Athletic Bilbao: 1942-1943, 1955-1956
- Coppa di Spagna: 6

Athletic Bilbao: 1943, 1944, 1945, 1950, 1955, 1956

### Individuale
- Zamora: 1

1946-1947